# Rigoletto
Rigoletto er en opera af Giuseppe Verdi, komponeret 1851. Handlingen udspiller sig i Mantova omkring år 1560.